# Semenivka, Krînîcikî
Semenivka (în ucraineană Семенівка) este localitatea de reședință a comunei Semenivka din raionul Krînîcikî, regiunea Dnipropetrovsk, Ucraina.

## Demografie
Componența lingvistică a localității Semenivka
     Ucraineană (88,64%)
     Rusă (8,75%)
     Alte limbi (0,62%)
Conform recensământului din 2001, majoritatea populației localității Semenivka era vorbitoare de ucraineană (88,64%), existând în minoritate și vorbitori de rusă (8,75%).